# Bercenay-le-Hayer
Bercenay-le-Hayer – miejscowość i gmina we Francji, w regionie Grand Est, w departamencie Aube.
Według danych na rok 2010 gminę zamieszkiwały 144 osoby, a gęstość zaludnienia wynosiła 9,8 osoby/km².